# استندار یکم
استندار قباد یا استونداد سیزدهمین فرمانروای دودمان پادوسپانیان بود که میان سال‌های ۳۳۳ تا ۳۴۷ هجری در رویان حکومت داشت. وی در رقابت با دیگر اسپهبد معاصرش، شهریار دوم باوندی بود. شهریار باوند به کمک آل بویه توانست بر قسمت‌هایی از طبرستان مسلط شود و پس از آن به تحریک الثائربالله، از علویان شورشی در دیلم، پرداخت تا او را علیه آل زیار و پادوسپان بشوراند.
در سال ۳۳۶ هجری وشمگیر زیاری اقدام به سرکوب شورش حسن فیروزان کرد و حسن فیروزان نزد استندار پادوسپانی پناه گرفت. وشمگیر تعقیب نموده و آن‌ها را در نبردی شکست داد. پس از مدتی شهریار باوند به کمک آل بویه توانست طبرستان را از قلمرو وشمگیر خارج کند ولی استندار با الثائر علوی هم‌پیمان شده و او را برای جهاد، به چالوس دعوت کرد. مردم به دور ایشان جمع شده و آمل را تصرف کردند. پس از گرفتن آمل، میان استندار و الثائر اختلاف افتاده و اتحادشان فروپاشید و هریک به دیار خود عزیمت کردند.
از استندار قباد اول سکه‌ای کشف شده که به سال ۳۳۷ هجری در آمل ضرب شده‌است اما در آن ذکری از الثائر نیست و این نشان می‌دهد که احتمالاً کنترل شهر پس از روی دادن اختلاف، به دست استندار افتاده‌است.

## نام و عنوان
نام این استندار در تاریخ به روشنی نیامده‌است. اولیاالله آملی و ظهیرالدین مرعشی با استناد بر جمله‌ای از ابن اسفندیار او را «ابوالفضل» نامیده‌اند که اشتباهست و در واقع این نام، لقب الثائر بوده. سکه‌ای از وی باقی مانده که نام استندار بر روی آن مخدوش است و اشترن آن را به شکل «ال‍ڡٮ‍اد» تشخیص داده و اعظمی سنگسری آن را «قباد» تشخیص می‌دهد.
گمانه‌ای دیگر این است که نام وی «استونداد» (Istwandad) بوده‌باشد.
لقب «استندار» از این دوره برای حاکمان پادوسپانی مرسوم شد و پس از قباد این حاکمان به جای اسپهبد، خود را استندار نامیده‌اند.